# Рахмат-заде, Усман Курбанович
Усман Курбанович Рахмат-заде — советский государственный и политический деятель.

## Биография
Родился в 1906 году в Худжанде. Член КПСС с 1929 года.
В 1918—1980 гг.:
- батрак,
- зав. читальней, библиотекой Гороно в Худжанде
- 1926—1928 слушатель совпартшколы,
- на комсомольской работе,
- 1929—1930 инструктор Таджикматлубота
- 1930—1932 учился в Высшем пединституте Центросоюза СССР в Москве
- 1933—1936 директор финансово-экономического техникума, учкомбината в Худжанде
- 1936—1937 заведующий Худжандским горфинотделом, заведующий школьным отделом Ленинабадского горкома КП (б) Таджикистана
- 1937—1938 директором публичной библиотеки в Душанбе
- 1938—1939 редактор политлитературы Госиздата в Душанбе
- 1939—1941 ответственный организатор газеты «Точикистони Сурх»
- 1941—1943 служба в РККА, участник Великой Отечественной войны, старший политрук бригады,
- 1944—1945 секретарь Ленинабадского обкома,
- январь 1945 — январь 1947 первый секретарь Ура-Тюбинского обкома КП(б) Таджикистана,
- 1947—1950 слушатель ВПШ при ЦК ВКП (б), затем постпред Таджикского постпредства в Москве
- заместитель председателя Совета Министров Таджикской ССР,
- 1950—1952 первый секретарь Ленинабадского обкома КПТ,
- 1952—1957 заведующий отделом науки, вузов и школ ЦК КП Таджикистана,
- 1957—1973 ректор Таджикского сельскохозяйственного института.
- 1973—1982 директор ВДНХ Таджикской ССР.

Избирался депутатом Верховного Совета Таджикской ССР, членом ЦК КП Таджикистана.
Награжден четырьмя орденами Трудового Красного Знамени, четырьмя орденами «Знак Почета», орденом Отечественной войны II степени, восемью медалями, шестью Почетными Грамотами Президиума Верховного Совета Таджикской ССР, Знак «50-лет пребывания в КПСС».
Умер в Душанбе 8 июня 1989 года.